# Les Derniers et les Premiers
Les Derniers et les Premiers (titre original : Last and First Men : a story of the near and far future) est un roman de science-fiction de l'auteur britannique Olaf Stapledon, paru en 1930. Il relate l'aventure de l'humanité durant les deux prochains milliards d'années. Au cours de cette période, pas moins de dix-huit différentes espèces humaines croîtront et disparaîtront tour à tour.
Ce roman d'une ampleur exceptionnelle, ne serait-ce que par l'étendue de la période historique qu'il couvre et l'ambition du propos, a pourtant connu une adaptation cinématographique particulièrement originale dans son concept et dans sa forme, par le compositeur et réalisateur islandais Jóhann Jóhannsson.
Cette originalité, pour une improbable adaptation au cinéma, était d'ailleurs imposée par l'immensité du sujet de ce roman, dont Arthur C. Clarke a dit (propos repris dans la réédition anglaise du livre en 1999) qu'il était « l’un des romans les plus extraordinaires, les plus imaginatifs et les plus ambitieux du siècle: rien de moins que l’histoire de l’évolution de l’humanité au cours des 2 milliards d’années à venir.  […] Il n’y a aucun livre avant ou depuis qui ait eu un tel impact sur mon imagination. Ce livre a littéralement changé ma vie quand je l’ai lu à 14 ans. Comme je l’ai reconnu souvent, une grande partie de mon œuvre ultérieure a été façonnée par les visions de Stapledon. Même si son histoire du monde de l’après-1930 a été rapidement dépassée par les événements (ou peut-être se sont-ils produits dans un autre univers parallèle?), en tous cas, ses scénarios du futur restent impressionnants [à la fois terrifiants, imposants et hautement inspirants] »,.

## Considérations générales et buts de l’auteur
Le propos du roman est philosophique, éthique, moral ; c'est en quelque sorte à une philosophie de l'Histoire par l'illustration qu'est convié le lecteur.
Ce dernier ne suivra pas à proprement parler les tribulations d'un individu, mais bien celles de l'« humanité » dans son ensemble, de guerres mondiales en républiques universelles, de civilisations en civilisations, et de l'extinction de toute une espèce à l'avènement de la suivante, en une lente, longue, douloureuse, émouvante et vertigineuse progression vers une certaine sagesse et une certaine idée de ce qu'est l'« humanité », entendue comme une qualité morale.
En dépit d'un sujet particulièrement abstrait, Olaf Stapledon parvient à captiver le lecteur par une inventivité et une ampleur de vue prodigieuses, et à l'émouvoir en lui peignant, à l'échelle cosmique, les souffrances et les joies des hommes, à quoi qu'ils pussent ressembler ou croire.
Ce roman forme un triptyque avec deux autres romans de Stapledon : Les Derniers Hommes à Londres (1932) et Créateur d'étoiles (1937). En effet, tous trois appartiennent à la même grande fresque décrivant l'histoire de la vie consciente dans l'univers. Star Maker est le plus ample : il couvre tout simplement l'Histoire de l'univers, c'est-à-dire, pour Stapledon, de ses espèces pensantes, soit quinze milliards d'années. L'histoire de l'humanité contée dans Les Derniers et les Premiers y est résumée en seulement onze lignes. Enfin, Les Derniers Hommes à Londres est un zoom dans la matière de Les Derniers et les Premiers : ce dernier roman ne couvre « que » les quelques siècles prochains.
Les Derniers et les Premiers est considéré, avec Créateur d'étoiles, comme le meilleur roman d'Olaf Stapledon. Et le triptyque qu'il forme avec deux de ses romans ultérieurs est considéré comme une œuvre majeure de la science-fiction au XXe siècle, particulièrement de la science-fiction spéculative et philosophique, qui a inspiré tous les écrivains ultérieurs du genre.

## Résumé
Le narrateur de ce récit est double. Le citoyen britannique qui narre en 1930 le fait sous l'influence, voire la dictée, d'un représentant de la dix-huitième et ultime espèce humaine, laquelle est établie sur Neptune et est sur le point de s'éteindre. En effet, dans deux milliards d'années, le soleil sera sur le point de se transformer en nova, rendant toute vie impossible dans le système solaire, et anéantissant du même coup le berceau de l'Humanité. Avant d'essaimer notre espèce à travers la galaxie par une sorte d'« ensemencement microbio-cosmique », l'interlocuteur télépathique, « hyperspatial » et « trans-temporel » de l'homme de 1930 a décidé de retracer pour nous l'histoire des Hommes à des fins d'enseignement : « leurs disparitions et leurs renaissances ; leurs destructions répétées par la guerre, les épidémies, les catastrophes planétaires ou les invasions d'outre-espace. Mais, à chaque fois, l'Homme renaît, choisit le bon chemin malgré les obstacles et se réapproprie la Terre ».
Le texte est accompagné par 5 échelles de temps (voir ci-dessous), de durées croissantes, chaque échelle suivante englobant la précédente. De plus, les échelles ne couvrent pas seulement les événements du roman (les temps futurs), mais aussi des événements passés sur une durée équivalente. Les indications de durées sont, selon l'auteur, "très inexactes", et malgré les durées énormes couvertes, elles ne coïncident pas avec nos connaissances actuelles (par exemple Stapledon place la formation du Soleil il y a 7500 milliard d'années, alors qu'il s'est formé il y a seulement 4,5 milliards d'années environ selon nos connaissances actuelles de la formation du Système Solaire). Les brouillons de ces échelles ont été numérisés et peuvent être consultés en ligne.
|  |  |

## Adaptation au cinéma
Ce roman d'Olaf Stapledon a fait l'objet d'une adaptation cinématographique — ce qui, pour un roman aussi ambitieux et aux dimensions tellement hors de proportion représente à l'évidence une gageure — par le compositeur et réalisateur islandais Jóhann Jóhannsson, sous le simple titre : Last and First Men. Celle-ci a été créée en 2017 (sous forme abrégée et comme "performance" ou œuvre audiovisuelle interprétée en direct) au Festival International de Manchester (en), biennale d'art contemporain intitulée "MIF 17". Puis, complétée et finalisée sous forme d'un film long métrage, elle a été présentée en 2020 (de manière posthume, donc) au Festival international du film de Berlin. Jóhannsson en a aussi composé la musique originale, pour laquelle il avait reçu le prix du compositeur de cinéma de l'année 2018 aux World Soundtrack Awards (avec les musiques qu'il a signées pour trois autres films sortis en 2018). Ce film a été diffusé entre autres sur la chaîne Arte le 14 février 2022 (à 0H30).
Ce premier long métrage de Jóhannsson en tant que réalisateur (mais aussi co-scénariste en plus de compositeur) sera aussi son dernier car il meurt prématurément le 9 février 2018, peu après avoir mis sa dernière touche à son film, ce qui donne inévitablement un aspect testamentaire à cette œuvre, en plus de la dimension philosophique et prophétique du roman qu'elle illustre.
Ce film relève le défi de l'adaptation au cinéma d'un tel roman en adoptant résolument une posture qui a été qualifiée de contemplative, esthétisante et puissamment hypnotique : fable de science-fiction entre onirisme narratif et fascination, le film présente des images de sculptures géantes en noir et blanc filmées en lumière réelle contrastée, de l'aube au couchant, dans une lande déserte, et sur un fond de ciel aux formations nuageuses en dégradé de gris qui évoquent certaines recherches de la peinture abstraite. La narration est assurée le plus souvent en voix off, « portée par la voix troublante de l'actrice Tilda Swinton », le tout étant soutenu par la musique de Jóhannsson, en une sorte de "contrepoint rigoureux" à trois voix : images / texte (voix) / musique, où la lenteur majestueuse, le silence et la méditation, la plongée en un abîme contemplatif de formes évocatrices mystérieuses et les paroles énigmatiques venues de si loin ont toute leur place pour construire comme un suspense cosmique. Son sujet est ainsi présenté : « en voie d'extinction, l'humanité du futur s'adresse à nous, hommes d'aujourd'hui et nous demande de l'aide », nous proposant aussi son aide en retour pour notre présent, nous instruisant sur le sens de la vie et les fins dernières, l'évolution et l'unité holistique du cosmos, en un message télépathique traversant les millénaires pour une espérance au-delà des horizons, nuancée par la tristesse métaphysique de la finitude de toutes choses.

Le catalogue du "MIF 17" (Festival International de Manchester 2017) présentait l'avant-première "live" de ce film ainsi : 

« Last and First Men, basé sur le roman culte de l’écrivain de science-fiction britannique Olaf Stapledon, brouille la frontière entre fiction et documentaire. L’œuvre met en scène un paysage monumental futuriste mais délabré, magnifiquement filmé en 16 mm noir et blanc dans les anciennes républiques yougoslaves, en contrepoint de la narration de Swinton et de la bande-son orchestrale envoûtante de Jóhannsson. Le résultat est un requiem à couper le souffle pour la dernière espèce humaine de la civilisation... Le film sera projeté au festival, avec une partition live interprétée en direct par l'Orchestre philharmonique de la BBC. »

L'auteur lui-même commentait ainsi son travail, fin 2017 :

« Je finis en ce moment mon premier film [Les derniers et les Premiers]. [...] C’est un développement de l’œuvre audiovisuelle qui a fait ses débuts cet été au Festival International du Film de Manchester, que je transforme en un long métrage. J'espère le soumettre cette année prochaine à des festivals et le faire tourner [aussi en performance live]. C’est un de mes projets favoris sur lequel je travaille depuis très longtemps, environ dix ans, et qui m’enthousiasme beaucoup. [...] Nous voulions filmer ces sculptures d’une manière très formaliste, pour souligner leur étrange beauté asymétrique. Nous nous réveillions tous les matins à quatre heures pour nous préparer au lever du soleil et restions dehors à filmer toute la journée jusqu’à ce qu’il n’y ait plus de lumière. Ce fut l’une des expériences les plus heureuses de ma vie, et l’une des plus épuisantes ! »